# Klinika śmierci
Klinika śmierci (ang. Miracle cure) – powieść amerykańskiego pisarza Harlana Cobena, która ukazała się w 1991 roku. W Polsce po raz pierwszy wydana w 2011.

## Fabuła
Dziennikarka telewizyjna Sarah Lowell i jej mąż, koszykarz New York Knicks, Michael Silverman spodziewają się dziecka. Nagle Michael trafia do szpitala z bólem brzucha. Okazuje się, że jest chory na AIDS. Wkrótce potem, przyjaciel pary, dr Harvey Riker informuje ich, że nowojorski ośrodek badań wkrótce może opracować lek na chorobę Michaela. Pacjenci kliniki giną jednak w niespodziewanych okolicznościach.